# اونو (دایسیکل)

بن گولک، مخترع وسیله سوار بر اونو

اونو (به انگلیسی: Uno) موتورسیکلت برقی تک محوری است که ایدهٔ اولیهٔ آن در سال ۲۰۰۶ میلادی توسط بن گولک نوجوان اهل میلتون انتاریو پس از مسافرتش به چین و دیدن هوای آلودهٔ ناشی از موتور خودروها مطرح شد.
گولک کوشید تا خودرویی را طراحی کند که گزندی به محیط زیست نرساند. وی پس از شکست در اولین تجربه برای واقیعت بخشیدن به ایده‌اش، به مدد یکی از کارشناسان صنعت روبات‌سازی کالیفرنیا به نام ترور بلک‌ول سیستم کنترل ژیروسکوپ موتورسیکلتش را برای هدایت و موازنه در هنگام حرکت بهبود بخشید. گولک سپس با کمک افراد دیگری، طرح اولیهٔ خود را ارتقا داد.
اونو، در نمایش بهارهٔ موتورسیکلت سال ۲۰۰۸ میلادی تورنتو به نمایش عمومی گذاشته شد.